# Final Fantasy X-2
Final Fantasy X-2 (japanisch ファイナルファンタジーX-2, Fainaru Fantajī Ten-Tsū) ist ein Videospiel von Square Enix aus dem Jahr 2003, welches in Europa am 20. Februar 2004 exklusiv für die Sony PlayStation 2 veröffentlicht wurde. In Japan kam das Spiel am 13. März 2003 und in den USA am 18. November 2003 und am 24. Februar 2004 in Deutschland auf den Markt. Es ist die erste direkte Fortsetzung eines Teils der Final-Fantasy-Serie. Damit wird die langjährige Tradition, dass jeder Final-Fantasy-Teil in einer neuen Welt spielt, gebrochen. Die Handlung knüpft an die des Vorgängers Final Fantasy X an, weshalb auch zahlreiche bekannte Personen und Orte vorkommen.

## Handlung
Zwei Jahre nach der Zerstörung von Sin in der Welt von Spira lebt Yuna nun als „Hohes Medium“ in ihrer Heimat, einer Insel namens Besaid. Ein Tag nach dem anderen vergeht, und Yuna müsste eigentlich glücklich sein, doch kann sie an nichts anderes denken, als daran, was mit Tidus geschehen ist und ob sie ihn jemals wiedersehen wird. Eines Tages kommt ihre frühere Begleiterin Rikku zu ihr und zeigt Yuna einen Sphäroiden mit Bildnachrichten, auf denen sie scheinbar ihren verlorengegangenen Freund wiederzuerkennen glaubt. Trotz allem ist sich Yuna nicht sicher und möchte erfahren, ob es sich tatsächlich um Tidus handelt und ob er vielleicht noch am Leben ist. Auch Rikku ist bereit, den Hinweisen des Sphäroiden zu folgen, um nach Spuren seines Verbleibes zu suchen. So beginnt eine lange Reise der Suche für Yuna, auf der sie und ihre Begleiter auf neue Probleme und Konflikte in der Welt von Spira stoßen. Sie schließt sich dem Möwenpack, einer Gruppe, die aus Brüderchen – Rikkus Bruder, Kumpelchen, Shinra – einem jungen und hochintelligenten Al-Bhed, Paine – einem neuen und rätselhaften Gruppenmitglied und Rikku besteht, an. Sie fliegen mit der Celsius von einem Ort zum anderen, um Sphäroiden zu suchen. Dabei bekommen sie auch Konkurrenz von der Leblanc-Bande. Auch hat sich Spira in neue Gruppen gespaltet: Neu Yevon, eine Partei mit dem neuen Anführer Baralai, die im Konflikt mit der Jungen Liga steht, eine Gruppe voller junger, kampflustiger Menschen, die von Nooj angeführt werden. Eine andere Gruppe sind die Apparatisten mit dem Al-Bhed Gippel an der Spitze, die Leute mit den früher verbotenen Maschinen vertraut machen wollen und in der Wüste Bikanel Ausgrabungen durchführen. Auf ihrer Reise erfährt Yuna mehr und mehr über die Vergangenheit Spiras und entschließt sich schließlich die drohende Gefahr aufzuhalten, den Koloss Vegnagun, eine 1000 Jahre alte Waffe in den Händen des Mannes, den sie für Tidus hielten: Shuyin. Wie es scheint ist dieser Shuyin ein Toter, der seinem Tod und dem seiner geliebten Lenne nachtrauert. Er will sich an Spira rächen und versucht mit der Hilfe von Vegnagun alles zu zerstören.
Hauptmotivation und Sinn des Spiels ist allerdings das Finden von Tidus, das in mehreren Endings endet: Bei einem sehr geringen Prozentsatz tritt das schlechte Ende ein: Yuna hört zunächst ein paar Pfiffe, sie dreht sich suchend nach Tidus um. Dann taucht hinter ihr der Geist von Tidus auf, der sie in den Arm nimmt. Yuna wird klar, dass Tidus die ganze Zeit über bei ihr war, in ihrem Herzen.
Das gute Ende tritt ein, wenn man an bestimmten Stellen die X-Taste drückt und einen recht hohen Prozentsatz hat: Tidus taucht aus dem Meer auf, die Celsius erscheint am Himmel und Yuna springt aus dem Luftschiff und läuft Tidus in die Arme.
Das perfekte Ende tritt ein, wenn man 100 Prozent erreicht: Das gute Ende wird gezeigt und anschließend stehen Tidus und Yuna vor den Ruinen in Zanarkand.

## Besonderheiten und Gameplay
- Anders als im Vorgänger Final Fantasy X wird als Kampfsystem das bewährte „Active Time Battle“ (ATB)-System verwendet. Abhängig vom Geschwindigkeitswert und vom Kostüm des Charakters, füllt sich die ATB-Leiste und ermöglicht es ihm so, eine Aktion auszuführen. 
Des Weiteren gibt es ein neues Spielelement, die Handhabung von Kostüm-Sphäroiden. Diese gleichen dem Jobsystem aus früheren Teilen der Serie. So gibt es zum Beispiel Schwarzmagier, Krieger und Diebe. Während des Kampfes kann, abhängig von der ausgewählten Kostümpalette, das Kostüm gewechselt werden. Somit können während eines Kampfes die Statuswerte und Techniken des Charakters verändert werden. Durch Ability-Punkte, die während Kämpfen gewonnen werden, können für die verschiedenen Kostüme neue Abilities erlernt werden. Zusätzlich kann jeder Charakter mit zwei Accessoires ausgerüstet werden, die die Statuswerte beeinflussen, Immunität gegenüber Statusveränderungen verursachen, es erlauben Techniken eines anderen Kostüms zu verwenden oder andere Effekte auf den Träger ausüben.

- Eine weitere Neuerung gibt es in der erstmaligen Verwendung eines nicht-linearen Missionssystems, in dem der Spieler selbst entscheiden kann, welche Mission er als Nächstes beginnt. So kann er die Geschichte selbst in verschiedene Richtungen lenken. Dies ist an das Spiel Final Fantasy Tactics angelehnt. Auch nimmt dies Einfluss auf den Spielverlaufswert, der in Prozent angezeigt wird. Dieser entscheidet auch über die Endsequenz.

- Es besteht ebenfalls erstmals die Möglichkeit, nach erfolgreichem Absolvieren des Spiels ein neues zu starten, in welches man seine erlernten Abilities und gefundenen Items und Kostüme mitnehmen kann. Des Weiteren gibt es im Spiel zusätzliche Mini-Spiele.

## Auszeichnungen
- Final Fantasy X-2 gewann 2003 Sonys PlayStation Award in Doppelplatin für über 2 Millionen in Japan verkaufte Einheiten[1]